# Illasi
Illasi é uma comuna italiana da região do Vêneto, província de Verona, com cerca de 4.855 habitantes. Estende-se por uma área de 25,04 km², tendo uma densidade populacional de 194 hab/km². Faz fronteira com Cazzano di Tramigna, Colognola ai Colli, Lavagno, Mezzane di Sotto, Tregnago.

## Demografia
| Variação demográfica do município entre 1861 e 2011                               |
|                                                                                   |
| Fonte: Istituto Nazionale di Statistica (ISTAT) - Elaboração gráfica da Wikipedia |